# 段金
段金（1486年—？年），字子辛，南直隶常州府武進縣人，明朝政治人物。

## 生平
治《易經》，由國子生中式弘治十七年（1504年）甲子科應天府鄉試第五十五名舉人，正德三年（1508年）戊辰科會試第九十名，第二甲第一百十二名進士。官至戶部主事。

## 家族
曾祖段民，嘉議大夫刑部右侍郎。祖父段寔，太中大夫福建布政使司右参政。父段瑞。母王氏。具庆下，兄欽、銘、鐩（義官）、銓、鎮、鑑、鉉、弟釴、鏜、鏊、銜、鉦、鏞、崟。